# Rubus hibernicus
Rubus hibernicus är en rosväxtart som först beskrevs av William Moyle Rogers, och fick sitt nu gällande namn av William Charles Richard Watson. Rubus hibernicus ingår i släktet rubusar, och familjen rosväxter. Inga underarter finns listade i Catalogue of Life.